# Blue Ventures
Blue Ventures es una empresa social dirigida por equipos científicos que desarrolla enfoques transformadores para nutrir y sostener la conservación marina local. La organización trabaja en asociación con comunidades costeras en lugares donde el océano es vital para la cultura y la economía.
La gama de modelos de gestión marina de Blue Ventures está diseñada para abordar los problemas entre las comunidades humanas y la conservación, integrando la gestión de recursos liderada por la comunidad local con la salud comunitaria y las iniciativas de medios de vida alternativos para beneficiar tanto a las personas como a la naturaleza. Su trabajo tiene en cuenta la superpoblación humana y la sobreexplotación de recursos naturales en las áreas de trabajo.
Blue Ventures trabaja en el océano Índico, el sudeste de Asia y el Caribe. Operan programas de campo en Madagascar, Belice y Timor-Leste con un pequeño número de empleados con sede en Comoras, Kenia, Mozambique y Tanzania, que apoyan los proyectos de los socios.

## Programas
- Restauración de caladeros de pesca.[1]
- Redes de aprendizaje.[2]
- Bosques azules: los manglares.[3]
- Acuacultura
- Salud comunitaria.[4][5]
- Ecoturismo[6]

Por el desarrollo de su labor, ha obtenido varios reconocimientos.